# Вотмаюган
Вотмаюган (устар. Вотма-Юган) — река в России, протекает по Ханты-Мансийскому АО. Устье реки находится в 611 км по правому берегу реки Обь. Длина реки составляет 92 км, площадь водосборного бассейна 711 км².

## Притоки
- 10 км: Ванзеватская протока
- 20 км: Чебаръюган
- 62 км: Егальюган

## Данные водного реестра
По данным государственного водного реестра России относится к Нижнеобскому бассейновому округу, водохозяйственный участок реки — Обь от впадения Иртыша до впадения реки Северная Сосьва, речной подбассейн реки — бассейны притока Оби от Иртыша до впадения Северной Сосьвы. Речной бассейн реки — (Нижняя) Обь от впадения Иртыша.
Код объекта в государственном водном реестре — 15020100112115300022283.